# Kavaklıdere, Şiran
Kavaklıdere là một xã thuộc huyện Şiran, tỉnh Gümüşhane, Thổ Nhĩ Kỳ. Dân số thời điểm năm 2008 là 69 người.